# قران الإنترنت

قران الإنترنت - رسم توضيحي

قران الإنترنت: هو ربط شبكتين مختلفتين بهدف تبادل المرور بين مزودي الشبكتين. يتم قران الإنترنت عادة بين مزودي خدمة الإنترنت وذلك لتحسين جودة الربط.